# Haapamäki

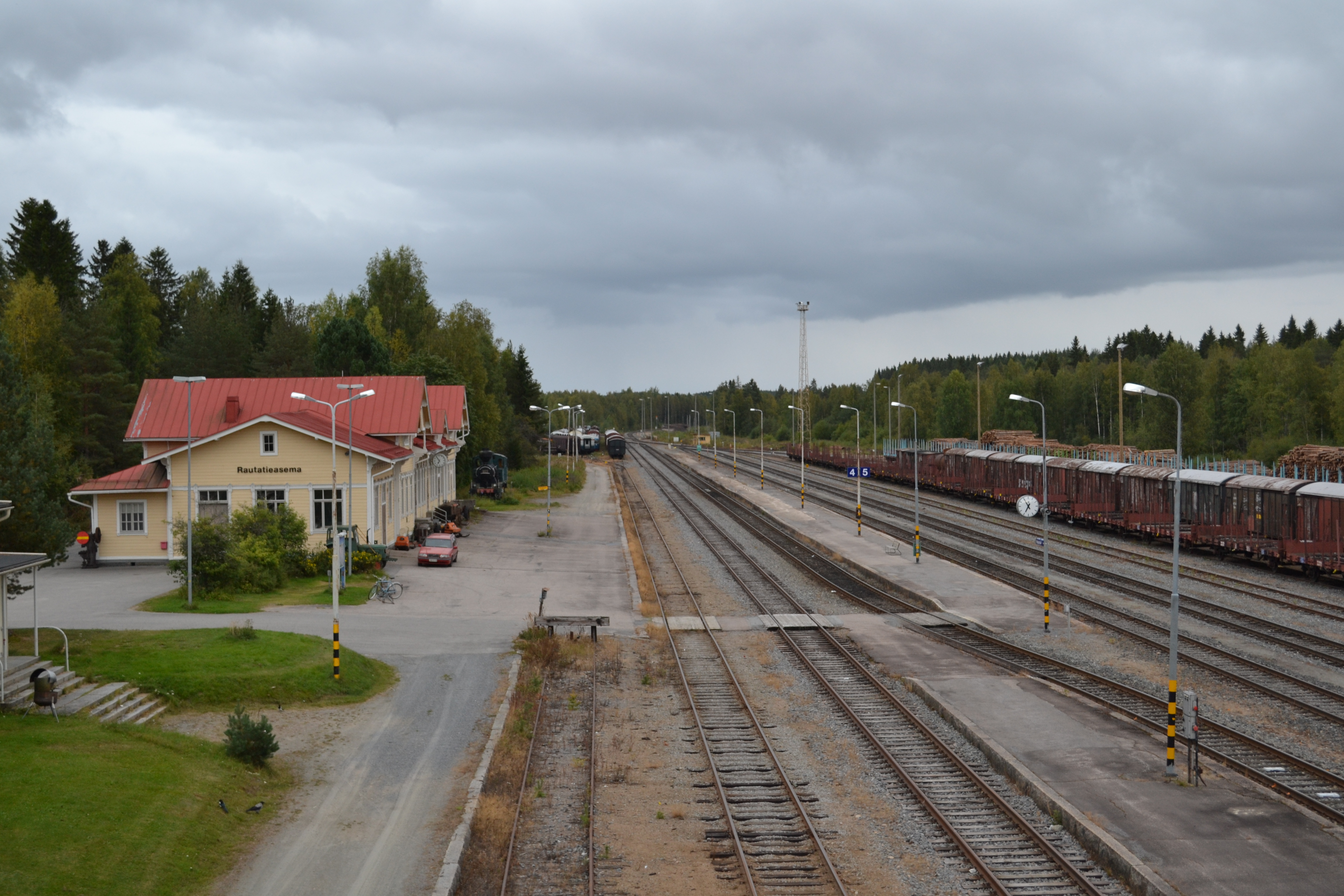
Haapamäki järnvägsstation.

Haapamäki är en tätort (finska: taajama) i Keuru stad (kommun) i landskapet Mellersta Finland i Finland. Vid tätortsavgränsningen den 31 december 2021 hade Haapamäki 758 invånare och omfattade en landareal av 4,19 kvadratkilometer.
Den första järnvägen till Haapamäki blev färdig år 1882. Orten har varit en viktig järnvägsknutpunkt, men sedan genbanorna Tammerfors–Parkano–Seinäjoki och Orivesi–Jämsä–Jyväskylä öppnades under 1970-talet, och Haapamäki–Björneborgsbanan stängdes på 1980-talet har järnvägstrafiken i Haapamäki minskat. I Haapamäki finns Haapamäki ånglokspark, där ånglok och andra järnvägsmateriel ställs ut.

## Kända personer från Haapamäki
- Matti Kassila, filmregissör
- Kalevi Sorsa, Finlands statsminister